# Regeringen Lars Emil Johansen I
Regeringen Lars Emil Johansen I var Grønlands sjette regering som sad fra 17. marts 1991 til 4. april 1995. Regeringen var en flertalsregering med 7 landsstyremedlemmer heraf 5 fra Siumut og 2 fra Inuit Ataqatigiit.

## Regeringsdannelse
Ved valget til Landstinget 5. marts 1991 som blev afholdt nær udløbet af den 4-årige valgperiode, blev Siumut det største parti med 11 mandater, efterfulgt af Atassut (8 mandater), Inuit Ataqatigiit (5 mandater), Akulliit Partiiat (2 mandater) og Issittup Partiia (1 mandat). Det var derfor forventet at Siumut ville kandidere til landsstyreformandsposten, men det var ikke klart på forhånd hvem deres kandidat ville være. Lars Emil Johansen havde året forinden besejret den siddende Siumut-landsstyreformand Jonathan Motzfeldt i et kampvalg om at blive partiformand, og de ønskede begge at blive landsstyreformand. Det blev først afgjort 16. marts, 11 dage efter valget, på et fælles møde for Siumuts hovedbestyrelses- og landstingsmedlemmer hvor 10 stemte for Lars Emil Johansen og 8 for Jonathan Motzfeldt som partiets kandidat til at blive landsstyreformand. Siumut forhandlede sig dagen efter den 17. marts frem til en koalitionsaftale med Inuit Ataqatigiit.

## Regeringen
Landsstyret bestod af disse medlemmer:
| Ressortområde                                                   | Minister | Minister            | Tiltrådt posten | Forlod posten | Parti             |
| --------------------------------------------------------------- | -------- | ------------------- | --------------- | ------------- | ----------------- |
| Landsstyreformand                                               |          | Lars Emil Johansen  | 17. marts 1991  | 4. april 1995 | Siumut            |
| Landsstyremedlem for Økonomiske Anliggender                     |          | Emil Abelsen        | 17. marts 1991  | 4. april 1995 | Siumut            |
| Landsstyremedlem for Sundhed og Miljø                           |          | Ove Rosing Olsen    | 17. marts 1991  | 4. april 1995 | Siumut            |
| Landsstyremedlem for Kultur, Uddannelse, Kirke og Arbejdsmarked |          | Marianne Jensen     | 17. marts 1991  | 19. maj 1992  | Siumut            |
| Landsstyremedlem for Kultur, Uddannelse, Kirke og Forskning     |          | Marianne Jensen     | 19. maj 1992    | 4. april 1995 | Siumut            |
| Landsstyremedlem for Fiskeri, Industri og Yderområder           |          | Kaj Egede           | 17. marts 1991  | 19. maj 1992  | Siumut            |
| Landsstyremedlem for Fiskeri, Fangst og Landbrug                |          | Hans Iversen        | 19. maj 1992    | 4. april 1995 | Siumut            |
| Landsstyremedlem for Sociale Anliggender                        |          | Henriette Rasmussen | 17. marts 1991  | 4. april 1995 | Inuit Ataqatigiit |
| Landsstyremedlem for Boliger og Tekniske Anliggender            |          | Kuupik Kleist       | 17. marts 1991  | 4. april 1995 | Inuit Ataqatigiit |

Kaj Egede udtrådte af landsstyret 19. maj 1992 efter en sag hvor et ørredopdrætsprojekt i Qorlortorsuaq under hans erhversdirektorat overskred budgetterne med millionbeløb. Han blev erstattet af Hans Iversen.